# Folkeafstemningen på Færøerne 1946
Den 14. september 1946 blev der afholdt en folkeafstemning på Færøerne.
Under Anden Verdenskrig havde forbindelsen til Danmark været afbrudt, og Færøerne kunne stort set regere sig selv, under hensyntagen til den britiske besættelsesmagt. Selvstændighedstilhængerne blev styrket, og efter krigen krævede de fuld uafhængighed. I 1946 var der forhandlinger om en ny ordning mellem Færøerne og Danmark, men de færøske politikere var for uenige til at konsensus kunne opnås. Sidste møde mellem det færøske udvalg og den danske regering blev holdt 25. marts 1946. Den 9. maj vedtog det færøske lagting at holde en folkeafstemning.
Folkeafstemningen gjaldt fuld løsrivelse fra rigsfællesskabet med Danmark. Afstemningen var imidlertid ikke en ja/nej-afstemning, men gjaldt valget mellem to forslag:
- I. Ønsker De den danske Regerings Forslag sat i Kraft
Ynskja tygum danska stjórnaruppskotið sett í gildi?
- II. Ønsker De Færøerne løsrevet fra Danmark?
Ynskja tygum loysing Danmarkar og Føroya millum?

Den danske regerings forslag indebar at Færøerne skulle forblive i det danske rige, men med hjemmestyre i indre anliggender, medbestemmelse i fiskeri- og udenrigssager, anerkendelse af det færøske sprog, flag og en færøsk nationalitet, og muligheden for at Færøerne i fremtiden kunne løsrive sig.
Partierne Folkeflokken og Selvstyrepartiet ønskede et tredje forslag på stemmesedlene, nemlig vidtgående hjemmestyre. Da det ikke blev vedtaget, foreslog nogle politikere i stedet at vælgerne skulle gøre stemmesedlen ugyldig ved at skrive ordet "nei" ud for både forslag 1 og 2.
48,7 % stemte for løsrivelse, men de udgjorde ikke et klart flertal på grund af de 4,1 % ugyldige stemmer. Lagtingets formand Thorstein Petersen udråbte herefter den færøske løsrivelse, men stod temmelig alene blandt lagtingets politikere. De fleste politikere i lagtinget samt det danske folketing og danske regering opfattede ikke resultatet som klart, og kong Christian 10. opløste Lagtinget og udskrev nyvalg. Ved valget sejrede unionstilhængerne med et lille flertal.
I 1948 trådte Hjemmestyre i kraft, som gav Færøerne en friere stilling i det danske rige med udstrakt hjemmestyre, hvilket senere er udbygget med Selvstyreloven af 2005.

## Afstemningsresultatet
|                | Fortsat union med Danmark | Fortsat union med Danmark | Løsrivelse fra Danmark | Løsrivelse fra Danmark | Ugyldige stemmer | Ugyldige stemmer | Tilsammen | Stemmeret | Valgdeltagelse |
| -------------- | ------------------------- | ------------------------- | ---------------------- | ---------------------- | ---------------- | ---------------- | --------- | --------- | -------------- |
| Norðoyar       | 398                       | 28,1%                     | 954                    | 67,3%                  | 65               | 4,6%             | 1.417     | 2.220     | 63,8%          |
| Eysturoy       | 1.372                     | 54,4%                     | 1.051                  | 41,6%                  | 101              | 4,0%             | 2.524     | 3.854     | 65,5%          |
| Norðurstreymoy | 544                       | 45,2%                     | 621                    | 51,6%                  | 38               | 3,2%             | 1.203     | 1.679     | 71,6%          |
| Vágar          | 434                       | 40,0%                     | 616                    | 56,7%                  | 36               | 3,3%             | 1.086     | 1.485     | 73,1%          |
| Suðurstreymoy  | 673                       | 31,7%                     | 1.309                  | 61,7%                  | 138              | 6,5%             | 2.120     | 3.323     | 63,8%          |
| Sandoy         | 286                       | 36,5%                     | 465                    | 59,4%                  | 32               | 4,1%             | 783       | 1.053     | 74,4%          |
| Suðuroy        | 1.783                     | 71,6%                     | 640                    | 25,7%                  | 68               | 2,7%             | 2.491     | 3.602     | 69,2%          |
| Tilsammen      | 5.490                     | 47,2%                     | 5.656                  | 48,7%                  | 478              | 4,1%             | 11.624    | 17.216    | 67,5%          |